# Diplusodon ulei
Diplusodon ulei är en fackelblomsväxtart som beskrevs av Emil Bernhard Koehne. Diplusodon ulei ingår i släktet Diplusodon och familjen fackelblomsväxter. Utöver nominatformen finns också underarten D. u. ciliatus.